# Hermippe (måne)
Hermippe er en af planeten Jupiters måner: Den blev opdaget 9. december 2001 af Scott S. Sheppard, David C. Jewitt og Jan Kleyna, og kendes også under betegnelsen Jupiter XXX. Lige efter opdagelsen fik den den midlertidige betegnelse S/2001 J 3, men siden har den Internationale Astronomiske Union vedtaget at opkalde den efter Hermippe; en af Zeus' elskerinder ifølge den græske mytologi.
Hermippe er en af i alt 16 Jupiter-måner i den såkaldte Ananke-gruppe; 16 måner med omtrent samme omløbsbane som månen Ananke.
| Naturvidenskab | Spire Denne naturvidenskabsartikel er en spire som bør udbygges. Du er velkommen til at hjælpe Wikipedia ved at udvide den. |